# The Hits (Kelis)
The Hits è il primo greatest hits della cantante R&B statunitense Kelis, pubblicato negli Stati Uniti il 1º marzo 2008 dalla Jive/Zomba/Legacy.

## Tracce
1. Caught out There – 4:11 (Pharrell Williams, Chad Hugo)
2. Milkshake – 3:04 (Pharrell Williams, Chad Hugo)
3. Got Your Money (Ol' Dirty Bastard feat. Kelis) – 4:01 (Pharrell Williams, Chad Hugo, Russel Jones)
4. Trick Me – 3:28 (Dallas Austin)
5. Lil Star (feat. Cee-Lo) – 4:51 (Kelis Rogers, Thomas Callaway)
6. Get Along with You – 4:29 (Pharrell Williams, Chad Hugo)
7. Young, Fresh n' New – 4:38 (Pharrell Williams, Chad Hugo, Kelis Rogers)
8. Truth or Dare (N.E.R.D feat. Kelis e Pusha T) – 3:38 (Pharrell Williams, Chad Hugo, Terrence Thornton)
9. Bossy (feat. Too Short) – 4:34 (Kelis Rogers, Shondrae Crawford, Todd Shaw, Sean Garrett)
10. In Public (feat. Nas) – 4:27 (Dana Stinson, Kelis Rogers)
11. Millionaire (feat. André 3000) – 3:46 (André Benjamin, Kelis Rogers, Douglas Davis, Ricky Walters)
12. Finest Dreams (Richard X feat. Kelis) – 4:13 (James Harris III, Terry Lewis, Philip Oakey, Philip Adrian Wright)
13. Suspended – 4:55 (Pharrell Williams, Chad Hugo, Kelis Rogers)
14. Good Stuff (feat. Terrar) – 3:52 (Pharrell Williams, Chad Hugo)

Tracce aggiunte nell'edizione giapponese
1. Trick Me (Mac & Toolz Extended Remix) – 4:31 (Dallas Austin)
2. Caught out There (The Neptunes Extended Remix) – 6:22 (Pharrell Williams, Chad Hugo)
3. Milkshake (DJ Zinc Remix) – 5:59 (Pharrell Williams, Chad Hugo)

## Classifiche
| Classifiche (2008) | Posizione massima |
| ------------------ | ----------------- |
| Regno Unito        | 71                |